# Coria (kommun)
Coria är en kommun i Spanien.   Den ligger i provinsen Provincia de Cáceres och regionen Extremadura, i den centrala delen av landet, 240 km väster om huvudstaden Madrid. Antalet invånare är 13 101. Arean är 103 kvadratkilometer.
Terrängen i Coria är huvudsakligen lite kuperad.